# Uruana de Minas
Uruana de Minas é um município brasileiro do estado de Minas Gerais. Sua população recenseada em 2022 era de 3 282 habitantes.

## Geografia
Localiza-se na Mesorregião Noroeste de Minas.
Dentre os principais acidentes geográficos destaca-se a Cachoeira da Jibóia (120 metros de queda livre).